# Seymour Martin Lipset
Seymour Martin Lipset, född 18 mars 1922 i New York, död 31 december 2006 Arlington, Virginia, var en amerikansk sociolog.
Han var en central gestalt i sin generations sociala och politiska vetenskap med flera klassiker bland sitt alster. Hans stora förtjänst är att han medvetet anlade ett jämförande perspektiv på det politiska livet i den industrialiserade och icke-industrialiserade världen. Centralt i hans forskning är studiet av demokratins socio-kulturella och historisk-ekonomiska villkor på olika nivåer. 
Han ifrågasätter Robert Michels tes att alla organisationer kommer att domineras av oligarkins järnlag.
Ett centralt särdrag i hans politisk-sociologiska arbeten är försöken att förklara varför socialismen aldrig fick ordentligt fotfäste i Nordamerika. Enligt honom berodde det på individualismen i USA och på att rösträtten var införd, vilket gav immigranterna större möjligheter att påverka sin situation än i Europa.